# Tjörns kommun
58°00′N 11°33′Ø / 58.000°N 11.550°Ø
Tjörn kommune er en økommune hvoraf hovedparten udgøres af øen Tjörn, som er Sveriges sjette største ø; den ligger i det svenske län Västra Götaland, i landskap Bohuslän. Kommunens administrationsby er byen Skärhamn.

## Geografi
Tjörn er knyttet til Stenungsund på fastlandet via Tjörnbron, og til Orust i nord via Skåpesundbron. Største by er Skärhamn, hvor også kommunens administration ligger. Andre samfund, som gamle fiskelejer, er for eksempel Rönnäng, Klädesholmen og Kyrkesund. Midt på Tjörn ligger Billströmska folkhögskolan. På halvøen Mjörn på den nordlige del af Tjörn ligger ud over smuk natur også herregården Sundsby Säteri som i 1600-tallet blev ejet af Margrethe Huitfeldt.

### Øer
- Dyrön
- Flatholmen
- Härön
- Klädesholmen
- Lilla Askerön
- Lilla Brattön
- Mjörn
- Tjörnekalv
- Åstol

## Erhvervsliv
Tjörns erhvervsliv er for en stor del præget af søfarten. Tjörn huser nogle af Europas større rederier, der iblant Rederi AB Transatlantic (tidligere B&N) med hovedkontor i Skärhamn, og Tarbit shipping . Der ligger også flere skibsværfter.

## Turisme
I sommermånederne øges folkemængden fra 15.000 til næsten 30.000. En stor del af turistvirksomheden er koncentreret til det sydlige Tjörn. I Skärhamn ligger bl.a. Nordiska akvarellmuseet, en velrenommeret gæstehavn, samt Bästkustens turistbyro. Den tæt bebyggede lille ø Åstol med ca. 300 fastboende er viden kendt for sit ombyggede røgeri med fullbookede viseaftener gennem hele sommeren. I Säby ligger den 200 år gamle Säbygården som fremvises om onsdagen om sommeren.

## Byer
Tjörn kommune har ni byer.
Indbyggere pr. 31. december 2005.
| #  | By           | Indbyggere |
| -- | ------------ | ---------- |
| 1. | Skärhamn     | 3.180      |
| 2. | Rönnäng      | 1.474      |
| 3. | Höviksnäs    | 1.289      |
| 4. | Myggenäs     | 1.270      |
| 5. | Kållekärr    | 557        |
| 6. | Klädesholmen | 417        |
| 7. | Stora Dyrön  | 272        |
| 8. | Åstol        | 238        |
| 9. | Bleket       | 236        |

## Eksterne kilder og henvisninger
- Wikimedia Commons har flere filer relateret til Tjörns kommun